# Eriochrysis holcoides
Eriochrysis holcoides är en gräsart som först beskrevs av Christian Gottfried Daniel Nees von Esenbeck, och fick sitt nu gällande namn av João Geraldo Kuhlmann. Eriochrysis holcoides ingår i släktet Eriochrysis och familjen gräs. Inga underarter finns listade i Catalogue of Life.